# Burg Höhingen
Die Burg Höhingen ist die Ruine einer Gipfelburg über dem Dorf Achkarren, einem Ortsteil der Stadt Vogtsburg im Kaiserstuhl, im Landkreis Breisgau-Hochschwarzwald in Baden-Württemberg (Deutschland).

## Geographische Lage
Die Burg befindet sich auf dem 352,1 m ü. NHN hohen Schlossberg in der Rheinebene gegenüber von Breisach. Der Höhenunterschied zwischen heutigem Dorf und der einstigen Burg beträgt rund 150 Meter. Höhingen war über Jahrhunderte eine wichtige Burg, die nur etwa sieben Kilometer von der stark umkämpften und strategisch wichtigen Festung Breisach entfernt war. Die strategische Bedeutung ergab sich dadurch, dass die rechtsrheinischen Nord-Süd-Handelsverbindungen durch zwei Nadelöhre führten, deren eines zwischen den Befestigungen des Ortes Riegel und dem Schwarzwald gebildet wurde und deren anderes zwischen Breisach und Achkarren verlief. Außerdem bildete die Burg Höhingen in der wechselvollen Kriegsgeschichte besonders während des Dreißigjährigen Kriegs häufig einen militärischen Gegenpol zum bedeutungsvolleren Breisach.

## Geschichte

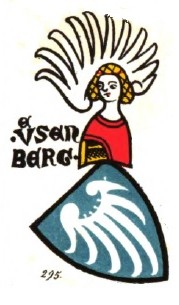
Wappen der Herren von Üsenberg

Über den Anfang der Burganlage auf dem Schlossberg ist nicht viel Sicheres bekannt. Es sollen aber schon im Jahre 1064 bei der erstmaligen schriftlichen Erwähnung von Achkarren anlässlich der Übertragung an das Kloster Ottmarsheim durch König Heinrich IV. Burganlagen bestanden haben, die dann in den folgenden Jahrhunderten mehrfach ausgebaut wurden. Nachdem die Stammburg der Herren von Üsenberg, die Burg Üsenberg auf dem Üsenberg bei Breisach, vermutlich in den 1240er Jahren durch die Breisacher zerstört wurde, sollen sie den Üsenbergern die Burg Höhingen als Ersatz zur Verfügung gestellt haben. 1259 wurde sie erstmals explizit schriftlich erwähnt. Um 1353 war die Burg kurzzeitig an die Schnewlin im Hof verpfändet.
1392 kaufte Markgraf Hesso von Hachberg von Werner von Hornberg dessen Anteil an der Burg Höhingen; den anderen Teil besaß er schon. 1415 kam die Burg dann zusammen mit der Markgrafschaft Baden-Hachberg an Markgraf Bernhard I. von Baden, der sie Markgraf Otto II. von Hachberg, dem letzten dieser badischen Seitenlinie, abkaufte. Otto durfte die Burg Höhingen noch bis an sein Lebensende 1418 nutzen.

### Im Bauernkrieg
Die Burg selbst wurde nach Jahrhunderten ihres Bestehens zum ersten Mal im Mai 1525 im Laufe des Bauernaufstandes unter Mitwirkung von Achkarrer Bauern niedergebrannt. Damit war die Burg Höhingen eines von nur zwei durch die Bauern zerstörten markgräflichen Schlössern, obwohl eine ganze Anzahl von den Bauern besetzt worden war. Als Beweggrund werden langjährige Streitigkeiten zwischen dem Dorf Achkarren und den Markgrafen über die Waldnutzung vermutet. Die Bauern mussten später dem Markgrafen Ernst I. von Baden-Durlach den Schaden ersetzen.

### Im Dreißigjährigen Krieg

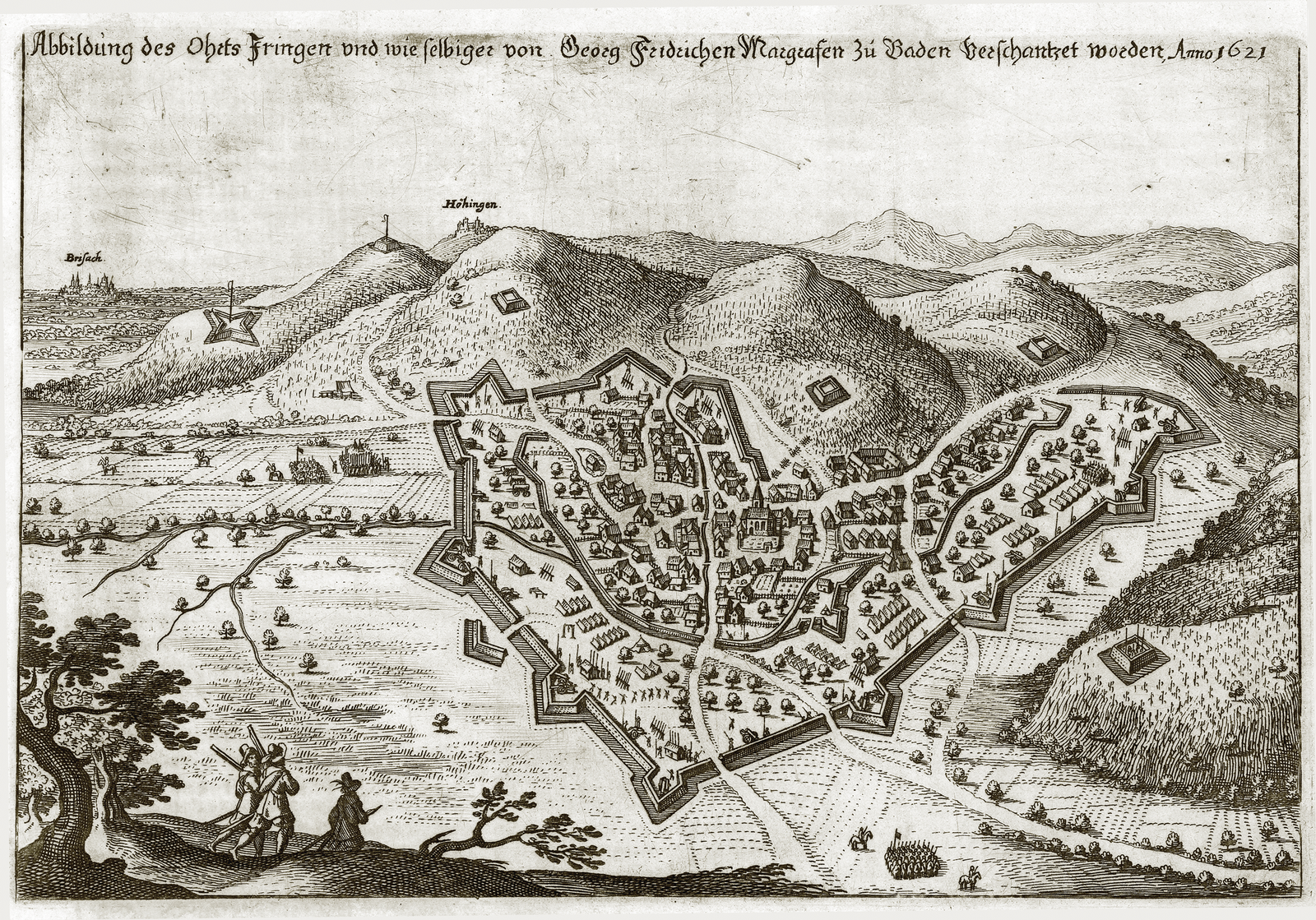
Burg Höhingen 1621 als Vorposten der Befestigungen von Ihringen

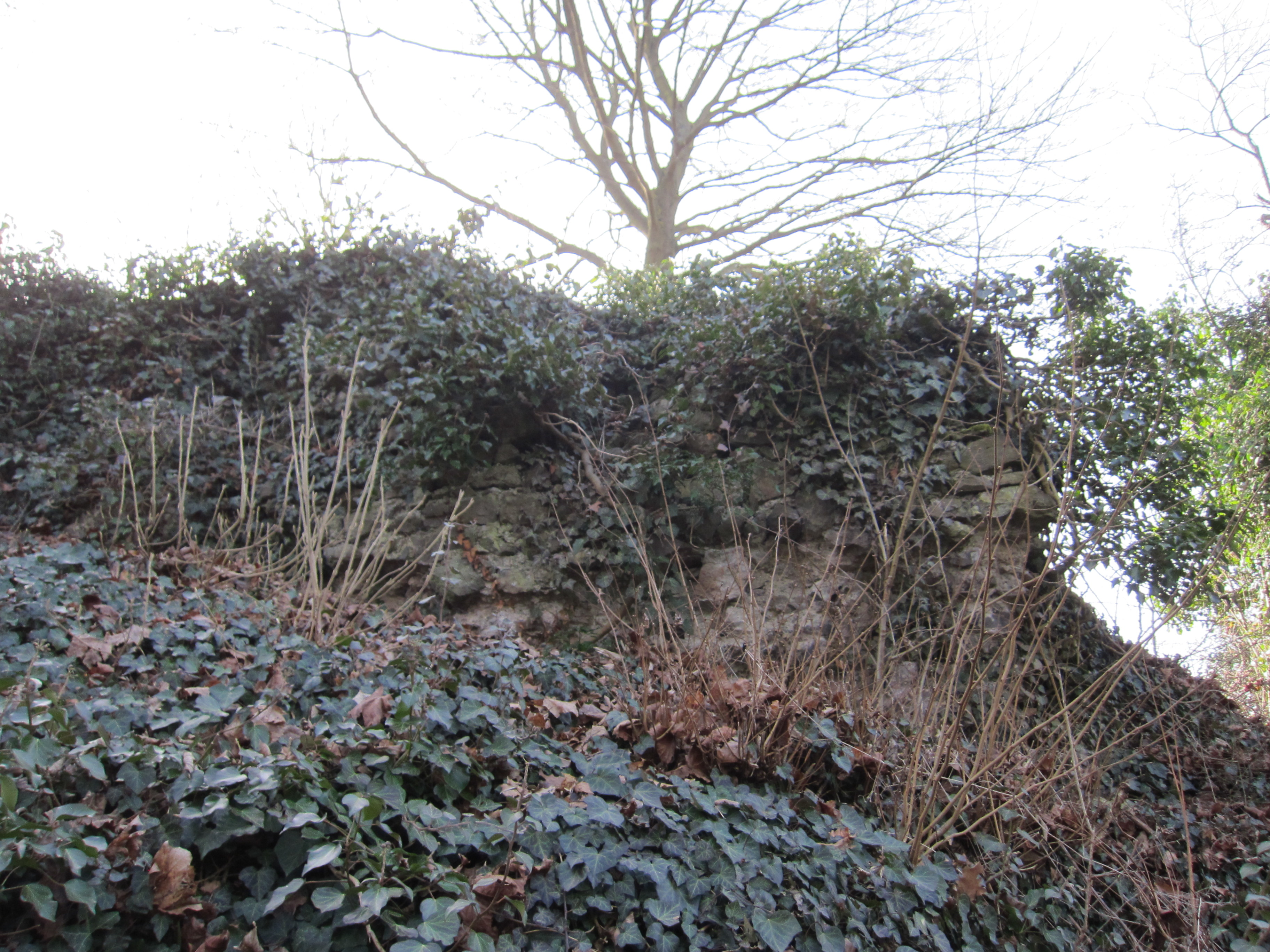
Mauerrest an der Westseite südlich des Eingangs

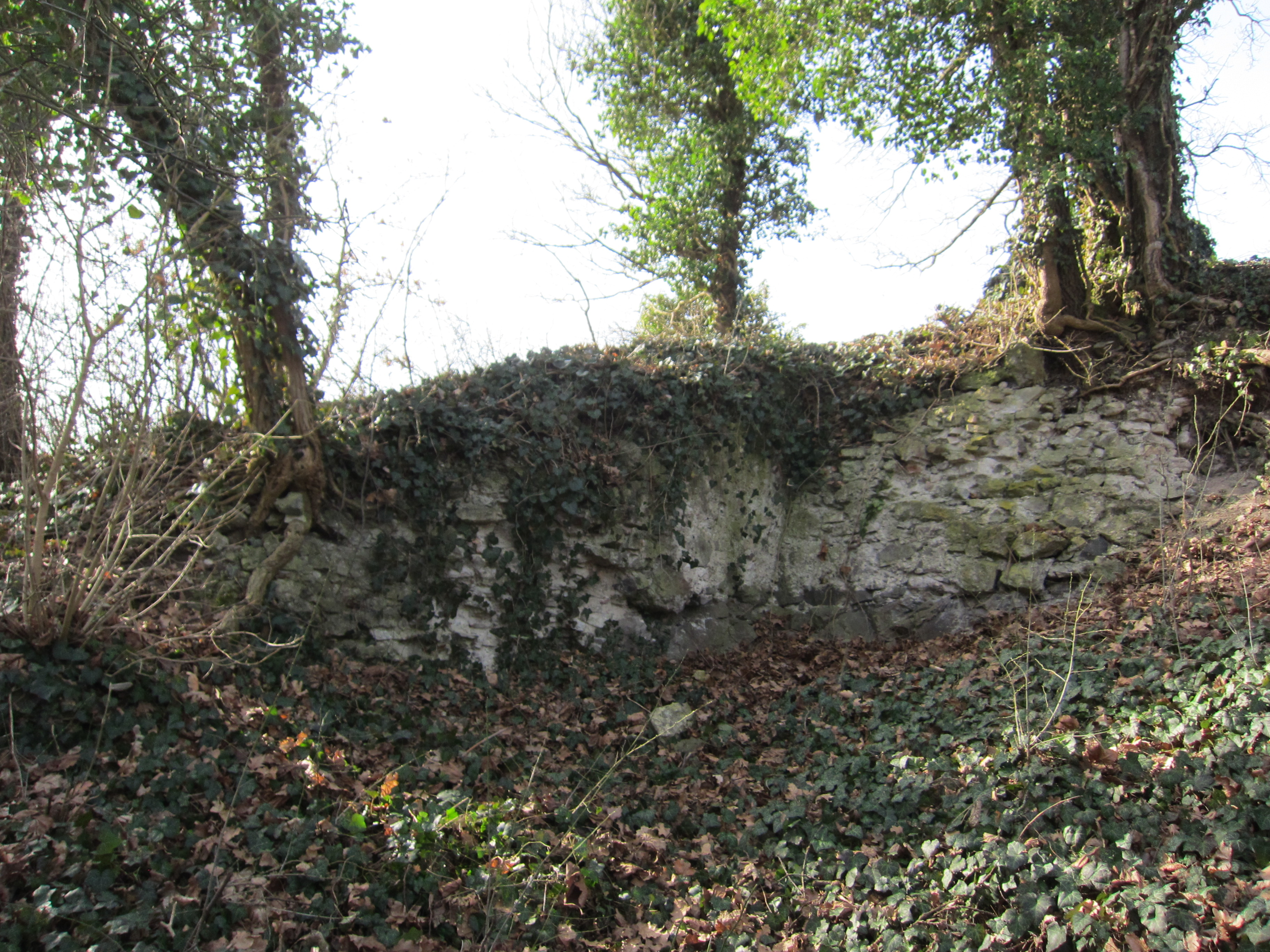
Mauer im Nordosten der Anlage

Im Jahre 1620 wurde die Burg durch Markgraf Georg Friedrich von Baden-Durlach wieder als Verteidigungsanlage ausgebaut und in den Verteidigungszustand versetzt, da man von hier gut die Kriegsereignisse im Rheintal und die Festung Breisach beobachten konnte. In einem zeitgenössischen Bericht des Breisacher Bürgermeisters an den kaiserlichen Statthalter der vorderösterreichischen Lande in Waldshut wird die häufig als Schloss bezeichnete Burg Höhingen wie folgt beschrieben:
„Seine Lage war vortrefflich, da es mitten auf des Berges Gipfel auf hartem Fels stand, welcher wegen seiner Gräde einen schweren acceß hatte und von keinem der umliegenden Orte konnte commandiert werden. Das Gebäu war von einem starken Mauerwerk, einerseits mit einem tiefen Graben umgeben, anderseits stieß es auf ein unbesteiglichs praecipitium [=Abgrund], welches von unten her zu einer Steingruben gebraucht wird. Das Schloß hatte eine gute Cisterne.“
1633 erfolgte ein Angriff von Breisach aus. Die kaiserlich-katholischen Truppen eroberten die aktuell von den Schweden gehaltene und von den protestantischen Ihringern gestützte Burg und plünderten sie. Die Beute betrug nach damaligen Aufzeichnungen unter anderem rund 15.000 Liter Wein. In der Burg gelagertes Eigentum Ihringer Bürger ging ebenfalls verloren. Es wird sogar vom Verlust von 200 Pferden und 300 Stück Vieh berichtet, was Rückschlüsse auf die Ausmaße der Anlage zulässt. Nach mehrfachen nachfolgenden Auseinandersetzungen um die Burg wurde sie schlussendlich 1638 durch die nun kaiserliche Besatzung in Brand gesetzt, als sie nicht mehr militärisch zu halten war.

### Die Verwertung
Markgraf Friedrich VI. von Baden-Durlach verkaufte die Steine der Ruine 1671 an das Königreich Frankreich, das u. a. damit durch Vauban die Festung in Neu-Breisach erbauen ließ.
Später wurde auch Baumaterial für Privathäuser in der Ruine gewonnen, weshalb auf dem Schlossberg nur noch spärliche Reste der frei zugänglichen Ruine zu sehen sind.

## Beschreibung

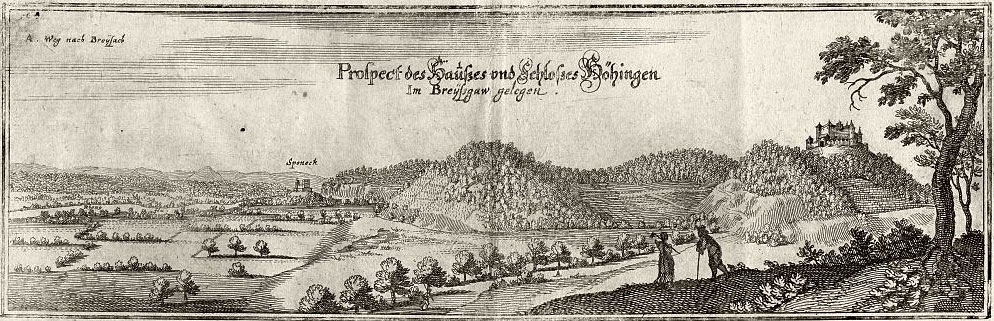
Kupferstich von Matthäus Merian aus dem Jahr 1644 von Westen (Rheinebene) aus gesehen

Einen mutmaßlichen Eindruck vom ehemaligen Aussehen der Burg gibt ein Kupferstich von Matthäus Merian aus dem Jahre 1644, über dessen Realismus man allerdings wenig Gesichertes sagen kann. Immerhin der Zugang zum Burgtor muss genau an der Stelle gewesen sein, wie im Kupferstich angegeben, wie man heute noch gut sehen kann.